# Vrbovsko
Vrbovsko – miasto w Chorwacji, w żupanii primorsko-gorskiej, siedziba miasta Vrbovsko. W 2011 roku liczyło 1673 mieszkańców.

## Geografia
Vrbovsko położone jest we wschodniej części Gorskiego kotaru, nad rzeką Dobrą, na wysokości 506 m n.p.m.
Przebiega przez nie linia kolejowa Zagrzeb – Rijeka. Miejscowa gospodarka oparta jest na przemyśle drzewnym i gospodarce leśnej, rolnictwie oraz turystyce.

## Historia
Pierwsza historyczna wzmianka o Vrbovsku pochodzi z 1481 roku. Jest jedną z najstarszych miejscowości regionu. Pierwotnie należała do rodu Frankapanów.
W XVI wieku zostało włączone w skład Pogranicza Wojskowego.
W 1997 roku uzyskało prawa miejskie.